# Vlag van Hennaard

Vlag van Hennaard

De vlag van Hennaard is de dorpsvlag van het Nederlandse dorp Hennaard, in de Friese gemeente Súdwest-Fryslân. De vlag werd in 1999 aangenomen en in 2001 geregistreerd. Het ontwerp van de vlag is van de hand van J.C. Terluin en R.J. Broersma.

## Beschrijving
De beschrijving van de vlag is als volgt:
Drie lengtebanen wit, rood en wit; een blauwe broekingsdriehoek, naar de broekzijde verlengd met 1/6 vlaglengte en de top op het midden van de vlag; belegd aan de broekzijde met twee gele zespuntige sterren van 3/10 vlaghoogte en een liggende witte ruit in de punt van de driehoek van 4/15 vlaglengte.
De kleuren zijn afkomstig van het dorpswapen.

## Symboliek

Broekingsdriehoek: verwijst naar de herkomst van de naam "Hennaard", terug te voeren op "Hernwert". Dit betekent zoveel als hoekterp, wat uitgebeeld wordt door de driehoek.
- Kleurstelling: ontleend aan het wapen van Hennaarderadeel, de gemeente waar het dorp eertijds tot behoorde. Daarnaast komen de kleuren voor op de wapens van de geslachten Sassinga en Roorda die de state Sassinga bij het dorp bewoond hebben.[3]
- Ruit: symbool voor het rechthuis dat in het dorp gestaan heeft.[3]
- Sterren: duiden op de leidende functie van het dorp. Tevens komen de sterren voor in het wapen van de familie Sassinga.[3]
- Rode baan: beeldt de bebouwing en de weg door het dorp uit.[3]